# Elio Loschi
Elio Loschi (Udine, 8 agosto 1909 – ...) è stato un allenatore di calcio e calciatore italiano, di ruolo difensore.

## Carriera

### Giocatore
Terzino, giocò per oltre un decennio in Serie A con la Triestina.

### Allenatore
Ha allenato l'Udinese in Serie B.